# Поздеев, Борис Захарович
Борис Захарович Поздеев — советский хозяйственный, государственный и политический деятель, Герой Социалистического Труда.

## Биография
Родился в 1917 году в селе Тауш. Член КПСС.
С 1935 года — на хозяйственной, общественной и политической работе. В 1935—1956 гг. — токарь комсомольской бригады Улан-Удэнского паровозоремонтного завода, токарь-расточник, токарь-резьбошлифовальщик Улан-Удэнского локомотиво-вагоноремонтного завода Министерства путей сообщения СССР.
Указом Президиума Верховного Совета СССР от 4 мая 1971 года присвоено звание Героя Социалистического Труда с вручением ордена Ленина и золотой медали «Серп и Молот».
Избирался депутатом Верховного Совета СССР 7-го и 8-го созывов.
Заслуженный рационализатор РСФСР. Почётный гражданин города Улан-Удэ.
Умер в Улан-Удэ в 2002 году.